# پلاک دندان
پُژَک دندان یا پلاک دندان (به انگلیسی: Dental plaque) زیست‌لایه
یا تجمعی از باکتری‌ها است که در سطوح داخل دهان رشد می‌کند و به صورت لایه‌ای سفید/زرد کمرنگ در سطح و بین دندان‌ها دیده می‌شود.
گرچه پژک دندان با بیماری‌های دهانی مانند پوسیدگی دندان و بیماری‌های پریودنتال مرتبط است اما تشکیل آن روندی طبیعی و غیرقابل اجتناب است. این تداوم شکل‌گیری و تجمع آن است که منجر به بیماری‌های دهانی و تشکیل جرم دندان می‌شود بنابراین جلوگیری از تجمع پژک دندان و پاک کردن آن به شکل روزانه حائز اهمیت می‌باشد. پاک کردن پژک دندان با استفاده صحیح از مسواک و کمک گرفتن از نخ دندان و مسواک بین‌دندانی میسر می‌شود.
جرم دندان (یا کلکولوس دندان) متفاوت از پلاک‌های دندانی است.
اگر پلاک‌های میکروبی به ترتیب بیان شده به‌طور مؤثر و زود به زود پاک نشوند، ابتدا به تدریج بر ضخامت آنها افزوده می‌شود. سپس پلاکهای میکروبی ضخیم شده، تحت تأثیر کلسیم بزاقی به مواد معدنی موجود در دندان اتصال شیمیایی پیدا می‌کنند. این فرایند منجر به تشکیل جرم دندان می‌شود.
پُژَک دندان و جرم دندان هردو مواردی از بیوفیلم (زیست‌لایه)
هستند. گونه‌های متعددی از باکتری‌ها در بیوفیلم‌های دندان تحمع میابند و تا ۱۰۰۰ گونه باکتری در آن یافت می‌شود.
فرم این میکرواورگانیسم‌ها در مراحل مختلف تدریجاً تغییر می‌کند: در ابتدا باکتری‌های گرم-مثبت در فرم کوکسی هستند. بعداز ۳–۴ روز فرم‌های رشته‌ای (فیلامنت) و دوکی‌شکل (فوزیفورم) افزایش میابند. اگر به حال خود گذاشته شوند، بعد از ۴–۹ روز فرم‌های میله‌ای (rod) و رشته‌ای (فیلامنتی) تشکیل می‌شوند. بعد از ۷–۱۴ روز، گونه‌های ویبریو یا خمیزه (دارای مژک)، اسپیروکت (پیچیده)، و باکتریهای گرم-منفی بیشتری تجمع میابند.